# Krasnyj (oblast' di Smolensk)
Krasnyj (in russo Красный?) è un centro abitato della Russia europea nell'oblast' di Smolensk, capoluogo del Krasninskij rajon. Fondata nel 1065, nel 2007 aveva circa 4 500 abitanti.
Nota nella storiografia occidentale  come Krasnoi, nel 1812 fu teatro dell'omonima battaglia.